# Лоустадт-Острём, Ева
Ева Лоустадт-Острём (5 мая 1864, Стокгольм — 5 мая 1942, Стокгольм) — шведская художница.

## Биография
Родилась в семье мастера-портного. Была внучкой живописца-миниатюриста и гравера Карла Теодора Лоштадта. Её сестра, Амалия Хильма Лоустадт (известная как Эмма Чэдвик), также стала художницей.
С 1885 по 1886 год училась в Университетском колледже искусств, ремесел и дизайна. Была ученицей Акселя Тальберга. С 1887 по 1890 год обучалась в Академии Коларосси и Академии Жюлиана.
Участвовала во многих выставках. Большинство её картин — пейзажи и цветочные натюрморты. Работы художницы хранятся в Национальном музее Швеции.